# Magyarországi horvátok

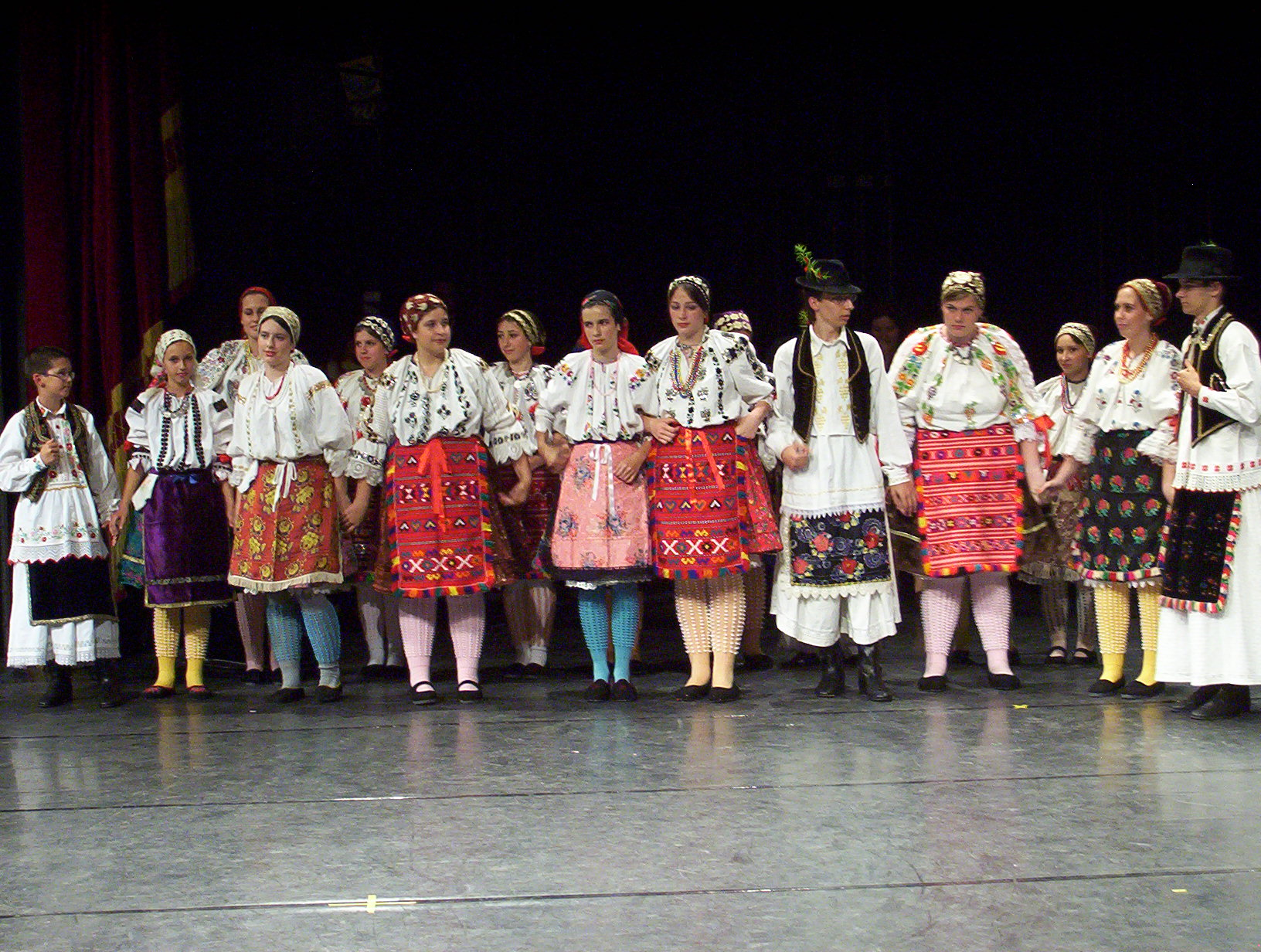
Szalántai bosnyák népviselet

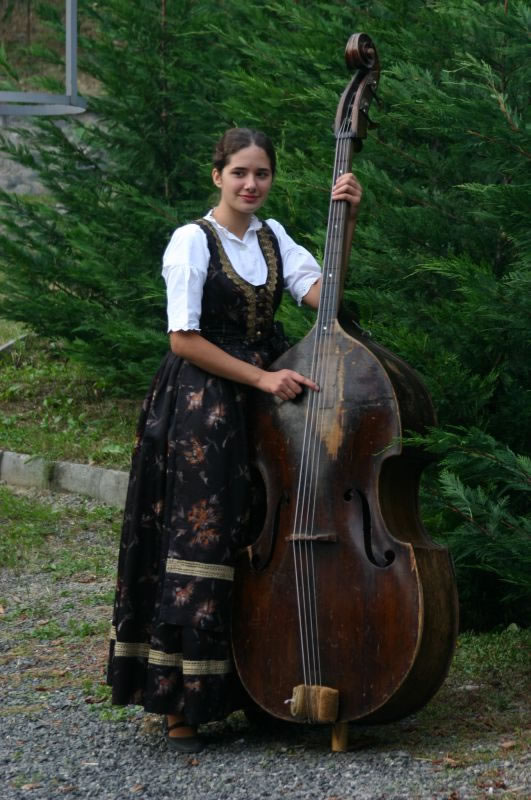
Bunyevác lány népviseletben

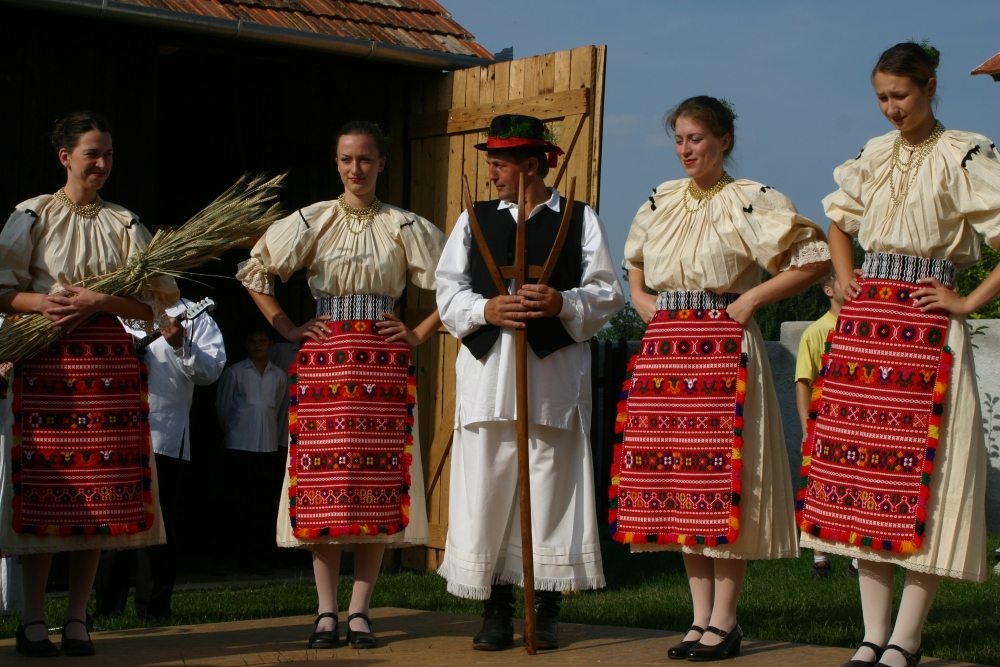
fertőhomoki tánccsoport baranyai tánca

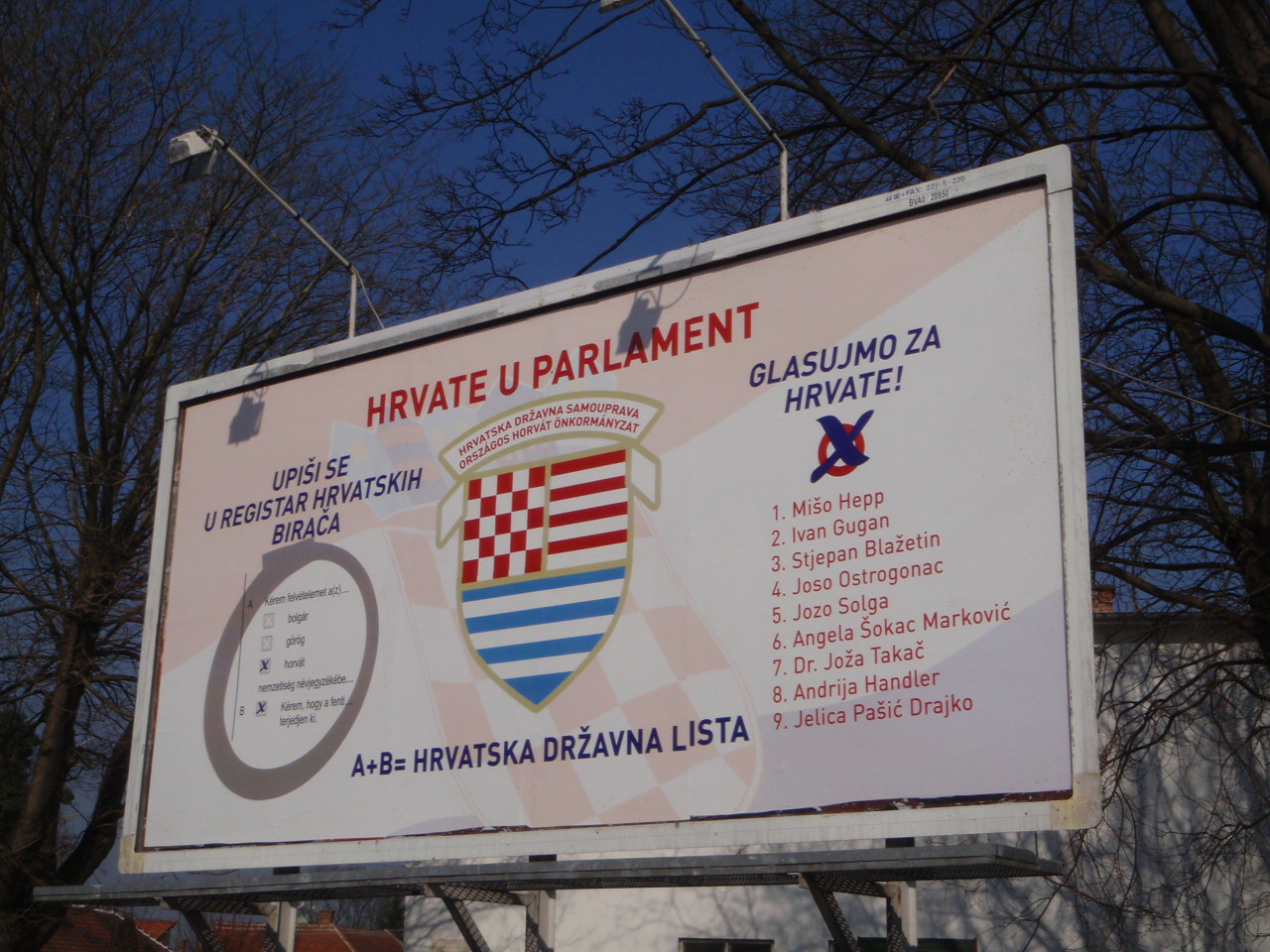
2014-es magyarországi országgyűlési választások horvát nemzetiségi listáját népszerűsítő plakát

A horvátok Magyarországon az egyik hivatalosan elismert nemzeti kisebbség. Számuk a 2001-es népszámlálás adatai alapján 15 620.
Horvátország a Magyar Királyságon belül egészen a Habsburgok hatalomra kerüléséig formális önrendelkezéssel (autonómiával) rendelkezett. Egyedülállóan Magyarország nemzeti kisebbségei között, a horvátoknak a Magyar Királyság részéről garantált nemzetgyűlésük is volt, a Szábor, amely Zágrábban székelt. A Habsburgok hatalomra kerülése után, a politikai, kulturális, és bizonyos gazdasági önrendelkezésnek ez a sajátos módja, a Horvát Bánság, formálisan a kiegyezés (1867) után állt helyre újra.
A Magyarország és Horvátország között nyolc évszázadon át fennálló államszövetségnek, illetve a jószomszédi kapcsolatoknak köszönhetően a magyarokat és a horvátokat mind a mai napig számos történelmi, kulturális és gazdasági szál köti össze.

## Történelem
A horvátok rendkívül változatos kulturális háttérrel rendelkeznek, ami tükröződik a magyarországi horvátok esetében is. Összességében elmondható, hogy a Drávától északra, tehát a mai Magyarország területén élő horvátok esetében, a különböző horvát népcsoportok eredete a török időkre nyúlik vissza, de a Dráva mentén már az Árpád-korban is éltek. A mohácsi csatát követő évszázad során a horvát nyelvterület legkülönbözőbb vidékeiről húzódtak fel horvátok Magyarország hódoltság alatt álló, a háborúk során részben elnéptelenedett területeire. A Zrínyiek, Batthyányiak horvát területeikről költöztették át a jobbágyaikat. Az ország felszabadítása után tervszerű telepítéseket is végrehajtottak főleg Habsburg vezénylettel.
A 18-19. század fordulóján már több térség falvai voltak többségében vagy egészében horvátok, amelyek későbbi századokban részben vagy teljesen asszimilálódtak. A nemesség egy része is horvát volt, de a 19. században elmagyarosodtak: Latinovitsok, a Rudicsok, a Pílaszánovitsok, a Mamitzsicsok, a Vidákovicsok, az Adamovicsok, a Piukovicsok.
Kevésbé ismert, hogy amikor Bosznia-Hercegovina az 1870-es években az Osztrák-Magyar Monarchia részévé lett, a Hanság környéki gazdag, arisztokrata családok horvát családokat telepíttettek le birtokaik környékén. Ezek a horvátok Hercegovinából érkeztek és negyven évnyi "ittlét" után (az 1910-es években) elhagyták régi nyelvüket, szokásaikat, kultúrájukat. Ők ma a Csornától északra lévő településeken élnek, és magyarnak vallják magukat, bár genetikailag még mindig a horvátokhoz tartoznak. Ezeknek az embereknek a családneve még mindig az eredeti, csupán ez vonzza őket a horvát néphez.
A magyarországi horvátok első politikai szervezete az 1913-ban alakult Bunyevác-Sokác Párt volt, amely a bunyevácokat és a sokácokat a horvát nemzet részének tekintett. A második világháború után, 1946-ban megalakult a délszláv nemzeteket összefogó szervezet a Magyarországi Délszlávok Demokratikus Szövetsége. 1994-ben megválasztották a helyi horvát kisebbségi önkormányzatokat, összesen 57 településen és fővárosi kerületben alakult horvát önkormányzat. Majd 1995 tavaszán megalakult a Horvát Országos Önkormányzat.

## Földrajzi elhelyezkedés

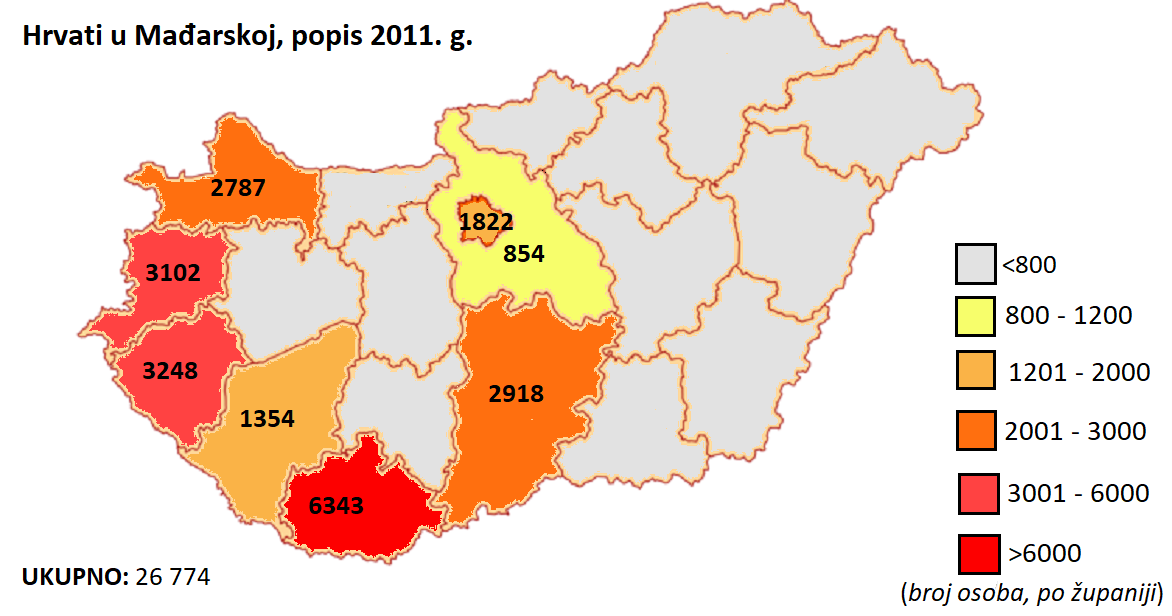
Magyarországi horvátok térképe

A magyarországi horvátok Magyarországon 7 különböző "szigeten" élnek: Pécs környékén, Mohács környékén, Ormánságban (Dráva mentén), Nagykanizsa környékén, Várvidéken, Budapest környékén.A horvát kisebbség legkoncentráltabb jelenléte főleg Pécs környékén (Szalánta, Kökény, Pécsudvard) található. Pécsett horvát nyelvű oktatás működik az óvodától egészen az gimnáziumig bezárólag. Állandó horvát színháza is van a városnak (Pécsi Horvát Színház), valamint horvát nyelvű rádióadás, könyvtár, újság. Vasárnaponként rendszeres horvát nyelvű katolikus istentiszteletekre is sor kerül.
Pécstől délre eső falvak horvát népességét bosnyáknak hívjuk. Ők katolikusok és Boszniából érkeztek Magyarországra. Horvát što nyelvjárás "ije"-zős formáját beszélik.
A Dráva menti horvátok túlnyomó többsége Hercegovinából származik, és többnyire a horvát što nyelvjárás "e"-zős formáját. beszélik.
A Mohácson és környékén élő horvátokat sokácoknak is nevezik. A horvát nyelv i-zős formáját beszélik.
Bácskában és Baja környékén, a horvátok többsége bunyevác származású. A horvát nyelv i-zős formáját beszélik.
Budapesten és környékén, Szentendrén, a horvátok többsége eredetileg Dalmáciából származott, és magukat általában nem is horvátnak, hanem dalmátnak nevezik. Budapesten szintén működik horvát anyanyelvű oktatás az óvodától a gimnáziumig. A horvát nyelvjárások (što, kaj, ča) mindegyikét beszélik.
A Szombathely, Kőszeg és Sopron környéki horvátok erőteljes horvát nyelvjárást beszélnek, amely markánsan különbözik a hivatalos horvát nyelvtől. Ezt Gradišćei nyelvnek nevezik Burgenland horvát neve Gradišće után, innen a horvát elnevezés gradišćanski hrvati (burgenlandi horvátok) is. A várvidéki (burgenlandi) horvátok és a mai Nyugat-Magyarországon élő horvátok közös nyelvi és kulturális egységet képeznek. A trianoni békeszerződéssel ezt az etnikai közösséget is kettészelték. Az ausztriai Burgenlandhoz több horvát került 1920-ban, mint magyar. Katolikus istentiszteleteik során, rendhagyó módon, saját nyelvjárásukat használják liturgikus nyelvként. A horvát ča nyelvjárást beszélik.
Néhány eredetileg horvát település található még a Kisalföldön is (például Hidegség).

## Demográfia
Az 1910-es népszámlálás adatai szerint a Magyar Királyságnak 18 264 533 lakosa volt Horvátország nélkül. Magyarországon, Horvátország nélkül is, jelentős horvát nemzeti kisebbség élt, az összlakosságnak 1,5%-a, ami nagyjából 270 000 embert jelentett.
A trianoni békeszerződéssel Magyarország olyan területeket is elvesztett, amelyeken jelentős számú horvát nemzeti kisebbség élt: Bácska (Szabadka és Zombor környéke), Dél-Baranya (Drávaköz), a Muraköz, és az Várvidék (Burgenland) jelentős része.
Az 1949-es népszámlálás adatai szerint Magyarországon 20 123-an vallották magukat horvátnak. Ezt a számot bizonyára jelentősen befolyásolta az a tény, hogy az 1940-es évek végén Magyarország első számú ellenségének a titoista Jugoszlávia számított, így bizonyára sokan nem merték vállalni délszláv kötődésüket.
1960-ban már 33 014-en vallották magukat horvátnak Magyarországon.
Az 1980-as népszámlálás nem ismert "horvát" nemzetiségi kategóriát. Helyette bevezették a "délszláv" elnevezést. Ezzel a gyűjtőnévvel kívánták jelölni a horvátokat, szerbeket, és szlovéneket együttvéve. Ekkor, a három nép együttes lélekszáma alig haladta meg a húszezret Magyarországon.
1990-es népszámlálás során újra külön három kategóriában szerepel a magyarországi három délszláv nemzet. A horvátok száma 1990-ben 13 570.
A 2001-es népszámlálás adatai:
- 15 620-an vallották magukat horvátnak,
- 19 715-en nyilatkoztak úgy, hogy kötődnek a horvát kulturális értékekhez és hagyományokhoz,
- 14 345-en horvát anyanyelvűnek vallották magukat,
- 14 788-an pedig azt állították, hogy családi és baráti körben is a horvát nyelvet beszélik.

A 2006-os önkormányzati választások során összesen 115 horvát kisebbségi önkormányzat alakult Magyarországon. Ez az összes magyarországi kisebbségi önkormányzatok 6%-át jelenti. A horvát nemzeti önkormányzat listájára összesen 29 731-en adták le szavazatukat, ami megközelítőleg a duplája annak a számnak, ahányan Magyarországon horvátnak vallották magukat a 2001-es népszámlálás adatai szerint.
2010-ben 11 534 magyar állampolgár kérte felvételét horvátként az országos kisebbségi választói névjegyzékbe.

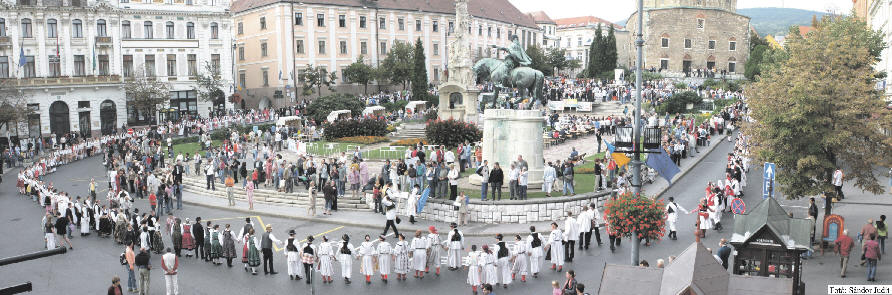
Horvát néptánctalálkozó, Pécs

A 2011-es népszámlás szerint a Dél-Dunántúlon 8900 horvát élt. A népcsoportra erőteljes elöregedés jellemző. A dél-dunántúli horvátok 9%-a gyermekkorú, 28%-a fiatal felnőtt korú volt. Baranya megyében él a magyarországi horvátok 27%-a, azaz 7 200 fő.

## Rendezvények
Minden év augusztusában a Mariazellben lévő Mária kegyhelyen tartják a gradistyei horvátok éves nagy zarándoklatát, ami azt jelenti, hogy Ausztriából, Szlovákiából és Magyarországról a Győri- és Szombathelyi egyházmegyékből – egy időben kelnek útra a gyalogos csoportok, hogy egy hétvégén keresztül együtt imádkozzanak, énekeljenek, kéréseiket, kívánságaikat és hálájukat kifejezve mondjanak köszönetet a máriazelli Szűzanyának jótéteményeiért. Dumovits István horvátzsidányi plébános már több, mint 23. alkalommal vezette el híveit e zarándoklatra, amihez a szentpéterfai plébános, Várhelyi Tamás is csatlakozik. Az esemény évente és a peresznyei, horvátzsidányi, nardai, szentpéterfai, kőszegi, csepregi, undi, kópházai horvátok részvételével zajlik. A négy napos túrát szentmise zárja, majd másnap kerül átadásra az Utazó Szűzanya szobra, amelyet minden évben más-más gradistyei horvát település lát vendégül már 1973 óta. Horvátzsidány 1992-ben, Kópháza 1997-ben, Szentpéterfa pedig 2000-ben részesült e megtiszteltetésben.
Az 1980-as évektől, már több, mint 30 éve, minden év anyák napján a gradistyei horvátok a Győri bazilika Vérrel Könnyező Szűz Mária Képéhez zarándokolnak, hogy horvát nyelvű szentmise keretében részt vegyenek a győri horvát búcsún. A zarándokok a horvát falvakból autóbusszal érkeznek és több, mint 500 fős tömeget alkotnak.
1993 óta a évente más-más Gradistyei horvát település szervez négy napos ifjúsági tábort – Omladanski Tabor – a Gradistyei Horvát Fiatalok Egyesülete, melynek célja a fiatalok ismerkedése, a horvát kultúra és a hagyományok megőrzése, az adott település megismerése és nem utolsósorban a kikapcsolódás, együtt szórakozás öröme.
A burgenlandi horvátok mintájára a 2005-től minden évben Horvátzsidányban rendezik meg a Glas Gradisca – Gradistye hangja tehetségkutató versenyt. A 2006-os versenynek köszönhette Skrapits Erik a későbbi No Thanx zenekar frontembere a sikereit. 2012-ben Szlovákiából és Ausztriából is érkeztek versenyzők.
A báli szezonban tartott horvát bálok közül kiemelkedik az 1977. óta Szombathelyen megtartott vas megyei horvát bál, amelynek szervezését felváltva a megyei horvát települések végzik.

## Híres magyarországi horvátok

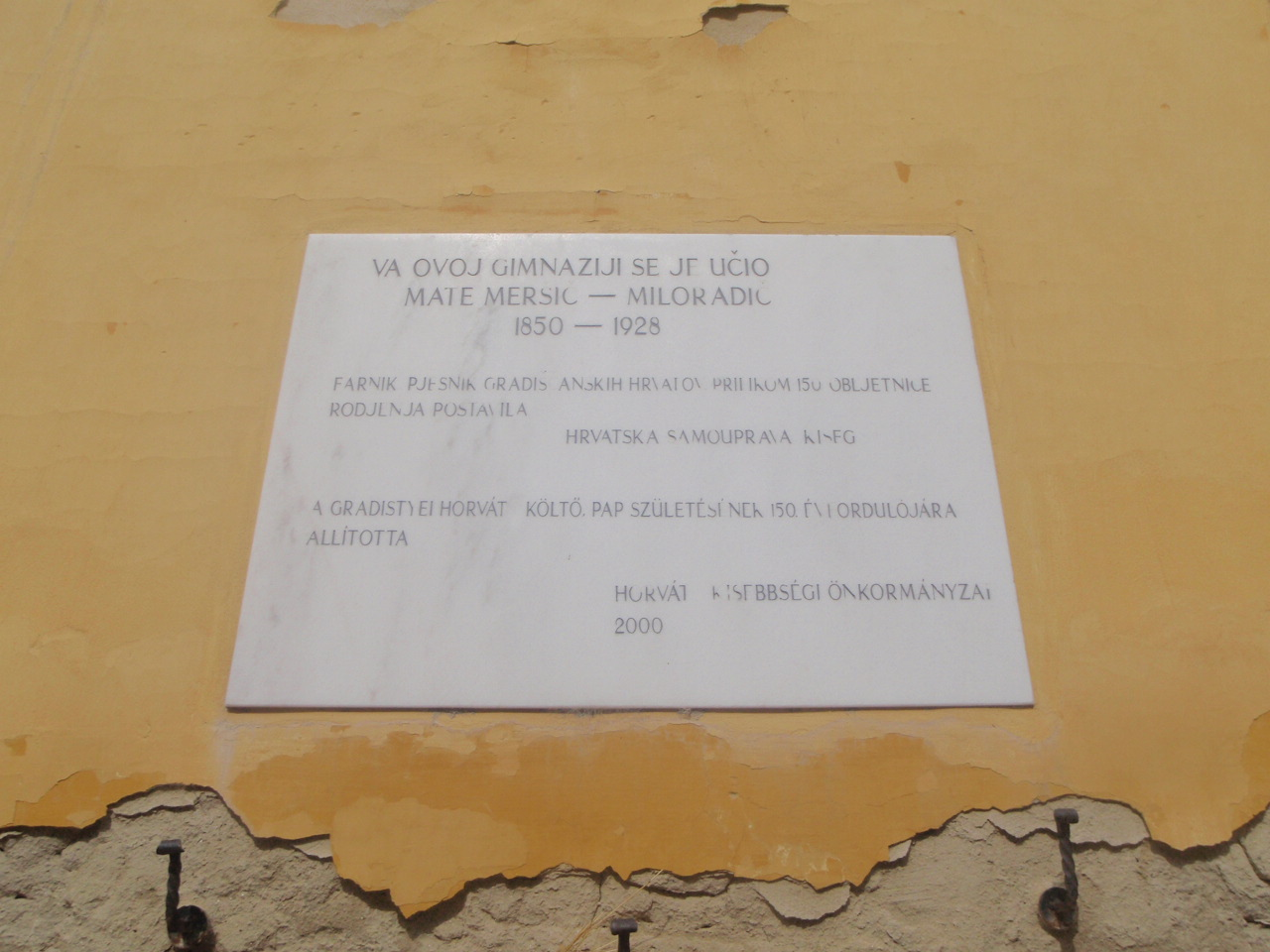
Kőszeg, Mate Meršić Miloradić emléktábla a Bencésszékházon

- Antunovich János (Ivan Antunović), a bunyevác kulturális és nemzeti megújulás vezéralakja (1815–1888)[13]
- Csekonich József (1757-1824), zsombolyai báró, tábornok, a magyarországi ménestelepek alapítója.
- Sokcsevits Dénes
- Frankovics György
- Mandics Zsivko
- Sarosácz György
- Karagity Antal (Antun Karagić) (1914–1963)[13]
- Mandics Mihály
- Pávics György, szalántai író
- Gyurok János, szociológus, író
- Gyurity istván színművész
- Evetovity Antal-Miroljub
- Sinkovics Mátyás (1927–1972) [14]
- Kricskovics Antal
- Dékity Márk
- Blazsetin István – író, költő
- Matija Petar Katančić, tudós és költő (1750–1825). A budai horvát ferences kultúrkör kiemelkedő alakja[13]
- Mate Meršić Miloradić, ólmodi születésű, répcesarudi gradistyei horvát költő és tudós (1850–1928)[13]
- Skublics család
- Iván Petreš, bunyevác irodalmár, katolikus pap (1876–1937)[13]
- Josip Gujaš Džuretin, költő és történész (1936–1976)[13]
- Dumovits István plébános (Peresznye, 1940. szeptember 24. –), a Peresznyén található Magyarországi Horvátok Keresztény Gyűjteményének adományozója, alapítója, Horvátzsidány, Und, Ólmod lelkésze[15]
- Vujity Tvrtko, újságíró
- Festetics család